# Задовільна стратегія
Задовільна стратегія — це стратегія прийняття рішень або когнітивна евристика, яка передбачає пошук серед доступних альтернатив, доки не буде досягнуто порогу прийнятності. Термін задовільна стратегія (англ. satisficing), телескопія слів satisfy і suffice, був введений Гербертом А. Саймоном у 1956 році, хоча вперше це поняття було сформульовано в його книзі 1947 року Адміністративна Поведінка. Саймон використовував задовільну стратегію, щоб пояснити поведінку осіб, які приймають рішення, за обставин, за яких неможливо визначити оптимальне рішення. Він стверджував, що багато природних проблем характеризуються обчислювальною складністю або браком інформації, що перешкоджає використанню математичних процедур оптимізації. У своїй промові під час вручення Нобелівської премії з економіки він зауважив, що «люди можуть знаходити оптимальні рішення для простіших ситуацій, а для складніших — вони обирають прийнятне, але не найкраще рішення. Обидва підходи, оптимальний і задовільний, мають право на існування в науці управління».
Саймон сформулював концепцію в рамках нового підходу до раціональності, який стверджує, що теорія раціонального вибору є нереалістичним описом людських процесів прийняття рішень і закликає до психологічного реалізму. Він назвав цей підхід обмеженою раціональністю. Деякі консеквенціалістські теорії в моральній філософії використовують концепцію задовільної стартегії в тому ж значенні, хоча більшість замість цього спираються на оптимізацію.

## У дослідженні прийняття рішень
Прийняття рішень за допомогою задовільної стратегії означає використання рівня вимог при виборі різних шляхів дії. Таким чином, особи, які приймають рішення, обирають перший варіант, який задовольняє певну потребу, або обирають варіант, який, як їм здається, задовольняє більшість потреб, а не «оптимальне» рішення.
Приклад: завдання пришити латку до штанів. Найкраща голка для зашивання — це голка довжиною 4 см з вушком 3 міліметри. Ця голка захована в копиці сіна разом з 1 000 інших голок розміром від 1 см до 6 см. Принцип задовільної стратегії стверджує, що перша голка, якою можна пришити латку, і є тією, яку слід використовувати. Витрачати час на пошук цієї єдиної голки в стозі сіна — марна трата енергії та ресурсів.
Визначальним для того, яка стратегія прийняття рішень буде задовільною, є те, які саме вимоги ставляться. У багатьох ситуаціях людина може бути невпевнена у тому, наскільки високими або низькими мають бути ці вимоги.
Приклад: особа, яка прагне отримати лише задовільний дохід після пенсії, може не знати, який рівень багатства потрібен — з огляду на невизначеність щодо майбутніх цін — для забезпечення задовільного доходу. У цьому випадку людина може оцінювати результати лише на основі ймовірності того, що вони будуть задовільними. Якщо індивід обирає той результат, який має максимальну ймовірність бути задовільним, то його поведінка, за певних умов, теоретично може не відрізнятися від поведінки того, хто максимізує результат.
Інше ключове питання стосується оцінки задовільних стратегій. Незважаючи на те, що вони часто розглядаються як нижча стратегія прийняття рішень, конкретні задовільні стратегії висновку виявилися екологічно раціональними, тобто в конкретних середовищах прийняття рішень вони можуть перевершувати альтернативні стратегії прийняття рішень.
Задоволення також виникає при досягненні консенсусу, коли група шукає рішення, з яким усі можуть погодитися, навіть якщо воно може бути не найкращим.
Група витрачає безліч годин на те, щоб спланувати бюджет на наступний фінансовий рік. Після важких дискусій вони нарешті доходять до згоди, але одна людина раптом ставить питання про правильність прогнозів. Коли група починає відчувати розчарування через це запитання, це не тому, що ця особа не має права його задавати. Просто група вже знайшла рішення, яке, на їхню думку, працює. Прогнози можуть не точно передбачити майбутнє, але більшість згодна з одним варіантом, тому прогноз вважається досить добрим, щоб завершити обговорення щодо бюджету.

### Оптимізація
Одним із популярних методів раціоналізації задовільної стратегії є оптимізація, коли враховуються всі витрати, включаючи вартість самих розрахунків оптимізації та вартість отримання інформації для використання в цих розрахунках. Як наслідок, кінцевий вибір зазвичай неоптимальний щодо основної мети оптимізації, тобто відрізняється від оптимального у випадку, якщо витрати на вибір не враховуються.

#### Як форма оптимізації
У свою чергу, задовільну стратегію можна розглядати як задоволення обмежень — процес пошуку рішення, яке задовольняє список обмежень, без прагнення досягнення оптимуму. Будь-яка така задача задовільної стратегії може бути сформульована як (еквівалентна) оптимізаційна задача за допомогою індикаторної функції вимог задовільної стратегії як цільової функції. Більш формально, якщо X позначає множину усіх варіантів, а S ⊆ X позначає множину «задовільних» варіантів, тоді вибір задовільного рішення (елемента S) еквівалентний наступній проблемі оптимізації
{\displaystyle \max _{s\in X}I_{S}(s)}
де Is позначає індикаторну функцію S, тобто
{\displaystyle I_{S}(s):={\begin{cases}{\begin{array}{ccc}1&,&s\in S\\0&,&s\notin S\end{array}}\end{cases}}\,\ s\in X}
Рішення s ∈ X задачі оптимізації є оптимальним тоді і тільки тоді, коли воно є задовільним варіантом (елементом S). Отже, з погляду теорії прийняття рішень, різниця між «оптимізацією» та «задовільною стратегією» в основному стосується стилю (що, втім, може мати велике значення у конкретних ситуаціях), а не суттєвого аспекту. Головне — чітко визначити, що саме ми маємо оптимізувати та що ми можемо задовольняти. Доречною буде наступна цитата з роботи Яна Однова 1965 року:
На мою думку, у сфері економіки та бізнесу існують місця як для «оптимізації», так і для «задовільної стратегії». На жаль, різницю між ними часто розглядають як відмінність у виборі між чимось кращим та гіршим. Але очевидно, що те, що є оптимальним відповідно до однієї моделі, може бути незадовільним у моделі, яка прагне лише задовольняти потреби. Тому краще уникати загального використання цих двох термінів, оскільки контекст визначає, що є дійсно кращим.

#### Застосовано до кількісної системи корисності (фреймворку корисності)
В економіці задовільна стратегія — це поведінка, яка намагається досягти принаймні деякого мінімального рівня певної змінної, але яка не обов'язково максимізує її значення. Найбільш поширеним застосуванням цієї концепції в економіці є поведінкова теорія фірми, яка, на відміну від традиційних теорій, постулює, що виробники розглядають прибуток не як мету, яку потрібно максимізувати, а як обмеження. За цією теорією, компанії прагнуть досягти певного критичного рівня прибутку, після чого надається перевага досягненню інших цілей.
Більш формально, як і раніше, якщо X позначає множину усіх варіантів s, і у нас є функція вигоди U(s), яка визначає вигоду, яку отримує агент за кожен варіант. Припустимо, що ми визначаємо оптимальну вигоду U* як розв'язок для
{\displaystyle \max _{s\in X}U(s)}
з оптимальними діями — це множина O варіантів, таких що {\displaystyle U(s^{*})=U^{*}} (тобто це множина усіх варіантів, які дають максимальний виграш). Припустимо, що множина O має хоча б один елемент.
Ідея рівня вимог була введена Гербертом А. Саймоном і розвинута в економіці Річардом Сайертом і Джеймсом Марчем у їхній книзі «Поведінкова теорія фірми» 1963 року. Рівень вимог — це та мета, яку суб'єкт намагається досягти: якщо він досягає хоча б цього рівня, він задоволений, якщо не досягає, він є незадоволеним. Визначимо рівень вимог {\displaystyle A} і припустимо, що {\displaystyle A\leqslant U^{*}}. Зрозуміло, що хоча хтось може прагнути до чогось кращого за оптимальне, у певному сенсі це нераціонально. Отже, ми прагнемо, щоб рівень вимог був на рівні або нижче оптимального рішення.
Тоді ми можемо визначити множину задовольняючих опцій {\displaystyle S} як усі ті опції, які дають принаймні {\displaystyle A\colon s\in S} це і тільки це {\displaystyle A\leqslant U^{*}}. Очевидно, оскільки {\displaystyle A\leqslant U(s)}, то O ⊆ S. Тобто множина оптимальних дій є підмножиною задовольняючих варіантів. Отже, коли агент задоволений, йому доступний більша множина дій для вибору, ніж агенту, який максимізує. Це можна розглядати так, що агент, який задовольняється, не намагається досягнути точного оптимуму або не виключає можливість вибору дій, які можуть бути менш ефективними за оптимум, але все ще задовольнять його потреби.
Еквівалентним способом розгляду задоволення є епсилон-оптимізація (це означає, що ви обираєте свої дії так, щоб виграш був у межах епсилон-оптимуму). Якщо ми визначимо «розрив» між оптимумом і вимогами як {\displaystyle \varepsilon }, де {\displaystyle \varepsilon =U^{*}-A}. Тоді множина задовольняючих варіантів {\displaystyle S(\varepsilon )} можна визначити як усі ті варіанти {\displaystyle s} такі, що {\displaystyle U(s)\geqslant U^{*}-\varepsilon }.

#### Інші застосування в економіці
Окрім поведінкової теорії фірми, застосування ідеї поведінки задовільної стратегії в економіці включає модель вартості меню Акерлофа та Йеллен, популярну в новокейнсіанській макроекономіці. Крім того, в економіці та теорії ігор існує поняття епсилон-рівноваги, яка є узагальненням стандартної рівноваги за Нешем, у якій кожен гравець знаходиться в межах {\displaystyle \varepsilon } від свого оптимального виграшу (стандартна рівновага за Нешем є окремим випадком, коли {\displaystyle \varepsilon =0}).

### Ендогенні рівні вимог
Те, що визначає рівень вимог, може ґрунтуватись на минулому досвіді (наприклад, на тому, що отримано від попередніх виплат агента чи фірми) або на певних організаційних чи ринкових нормах. Наприклад, якщо ми думаємо про менеджерські фірми, їхні акціонери очікують, що менеджери забезпечать прибуток на нормальному рівні. У навчальних закладах також можуть існувати конкретні цілі, що надходять ззовні (наприклад, державні університети Великобританії мають мету відносно набору студентів).
Економічним прикладом є модель економіки Діксона, що складається з багатьох фірм, що працюють у різних галузях, де кожна галузь є олігополія. Ендогенний рівень вимог — це середній прибуток в економіці. Він демонструє силу фінансових ринків: у довгостроковій перспективі фірми повинні отримувати достатній прибуток, інакше вони помруть (як одного разу сказав Армен Алчіан: «Це критерій, за яким економічна система відбирає тих, хто виживе: ті, хто отримує позитивні прибутки, є ті, хто зазнав втрат, зникають»). Тоді ми можемо думати, що відбувається з часом. Якщо фірми отримують прибуток на рівні або вище свого очікуваного рівня, то вони просто продовжують робити те, що роблять (на відміну від фірми-оптимізатора, яка завжди прагне отримати якнайвищий прибуток). Однак, якщо фірми заробляють нижче очікуваного, тоді вони пробують щось інше, доки не потраплять у ситуацію, коли досягнуть свого бажаного рівня. Можна показати, що в цій економіці задовільна стратегія призводить до змови між фірмами: конкуренція між фірмами призводить до зниження прибутків для однієї або обох фірм у олігополії. Це означає, що конкуренція є нестійкою: одна чи обидві компанії не можуть досягти своїх цілей і, відповідно, шукають інші шляхи. Єдиний стабільний сценарій — це ситуація, коли всі компанії досягають своїх цілей, що можливо лише у випадку, коли всі отримують середні прибутки. Загалом, це станеться лише тоді, коли всі компанії спільно максимізують свій прибуток або домовляються між собою.

## У дослідженні особистості та щастя
Деякі дослідження показали, що задовільні стратегії максимізації та інші стратегії прийняття рішень, як і риси особистості, мають сильний генетичний компонент і зберігаються з часом. Цей генетичний вплив на поведінку прийняття рішень виявляли через класичні дослідження близнюків, в яких схильності прийняття рішень самостійно оцінювалися кожним членом пари близнюків і порівнювалися між однояйцевими і двояйцевими близнюками. Це означає, що людей можна поділити на «максималізаторів» і «задовольняючих», а деякі люди знаходяться між ними.
Різниця між задовільною стратегією і максимізацією виявляється не лише у процесі прийняття рішень, а й у подальшій оцінці після прийняття рішення. Максимізатори, як правило, використовують більш вичерпний підхід до процесу прийняття рішень: вони шукають і оцінюють більше варіантів, ніж ті, хто використовує задовільну стратегію, щоб досягти більшого результату. Ті, хто користується задовільною стратегією, зазвичай відчувають певне задоволення від своїх рішень, тоді як ті, хто націлений на максимізацію, частіше за все, менше задоволені своїми результатами. Це пов'язано з обмеженими когнітивними можливостями людини в обробці величезної кількості варіантів, що призводить до того, що максимізатори не завжди здатні зробити найкращий вибір. Оскільки постійно максимізувати є нереальним і важко досяжним у повсякденному житті, максимізатори часто відчувають розчарування після того, як вже зробили свій вибір.

## У методології опитування
Як приклад задоволення у сфері соціального пізнання Джон Кроснік запропонував теорію задовільної стратегії статистичних опитувань, згідно з якою оптимальні відповіді на запитання респондента включають велику когнітивну роботу, і що деякі люди використовували б задоволення, щоб зменшити цей тягар. Деякі люди можуть скоротити свої когнітивні процеси двома способами:
- Слабо задовольняє: респондент виконує всі когнітивні кроки, пов'язані з оптимізацією, але менш повно та з упередженням.
- Дуже задовольняє: респондент надає відповіді, які можуть виглядати обґрунтовано для опитувача без активного пошуку в пам'яті чи інтеграції інформації.

Імовірність задоволення пов'язана зі здібностями, мотивацією респондента та складністю завдання.
Що стосується відповідей на опитування, то задовольняє:
- вибираючи явно запропонований варіант відповіді «немає думки» або «не знаю».
- вибір соціально бажаних відповідей
- недиференційованість чи повторення однотипних відповідей, коли батарея питань пропонує оцінки кількох об'єктів за однією шкалою
- відповідальна ухильність, що полягає в тенденції погоджуватися з будь-яким твердженням, незалежно від його змісту
- вибір першого прийнятного варіанта
- довільний вибір відповіді
- пропускання пунктів
- відмова від опитування або дострокове припинення опитування
- поспішання під час онлайн-опитувань
- вибір мінімально прийнятних відповідей, коли необхідні усні відповіді

## Подальше читання
- Byron, Michael (1998). Satisficing and Optimality. Ethics. 109 (1): 67—93. doi:10.1086/233874. A paper on satisficing considered from a philosophical viewpoint.
- Byron, M. (2004). Satisficing and Maximizing: Moral Theorists on Practical Reason. New York: Cambridge University Press. ISBN 978-0521811491.
- Bearden, J. N.; Connolly, T. (2008). On Optimal Satisficing: How simple policies can achieve excellent results. У Kugler, T.; Smith, J. C.; Connolly, T.; Son, Y. J. (ред.). Decision Modeling in Uncertain and Complex Environments. New York: Springer. ISBN 9780387771311.
- Dixon, Huw (2001). Donut world and the duopoly archipelago. Surfing Economics: Essays for the Inquiring Economist. New York: Palgrave. ISBN 978-0333760611.
- Holbrook, A.; Green, M.; Krosnick, J. (2003). Telephone versus Face-to-Face Interviewing of National Probability Samples with Long Questionnaires: Comparisons of Respondent Satisficing and Social Desirability Response Bias. Public Opinion Quarterly. 67 (1): 79—125. doi:10.1086/346010.
- Krosnick, J. (1991). Response Strategies for coping with the cognitive demands of attitude measures in surveys. Applied Cognitive Psychology. 5 (3): 213—236. doi:10.1002/acp.2350050305.
- Simon, H. A. (1957). Models of Man: Social and Rational. New York: Wiley.
- Simon, H. A. (1978). Rationality as Process and Product of Thought. American Economic Review. 68 (1): 1—16. JSTOR 1816653.
- Simon, H. A. (1983). Reason in Human Affairs. Stanford: Stanford University Press. ISBN 978-0804711791.